# Lettres supplémentaires de l'alphabet grec
Cette page contient des caractères spéciaux ou non latins. S’ils s’affichent mal (▯, ?, etc.), consultez la page d’aide Unicode.
Cet article recense les lettres supplémentaires de l'alphabet grec, existant en plus des 24 lettres de base de l'alphabet actuel.

## Généralités
L'alphabet grec est adapté de l'alphabet phénicien vers le VIIIe siècle av. J.-C. La diversité des dialectes grecs conduit à la création de plusieurs alphabets archaïques locaux qui, s'ils sont similaires dans leurs grandes lignes, comportent quelques différences. En particulier, certains comportent des lettres qui ne sont pas présentes dans d'autres. L'alphabet développé en Ionie est finalement adopté comme standard par le monde grec vers les Ve et IVe siècles av. J.-C. (Athènes passe un décret formel pour son adoption officielle en 403 av. J.-C. ; son usage est commun dans les cités grecques avant le milieu du IVe siècle av. J.-C.), conduisant à l'abandon de plusieurs caractères.
L'alphabet grec classique est monocaméral, les seules formes de lettre existantes correspondant aux actuelles capitales. Les formes minuscules proviennent de l'onciale grecque, une graphie particulière créée à partir de la majuscule et de la cursive romaine vers le IIIe siècle et adaptée à l'écriture à la plume, et sont créées vers le IXe siècle. Pendant la Renaissance, les imprimeurs adoptent la forme minuscule pour les polices bas-de-casse, et modèlent les lettres capitales sur les formes des anciennes inscriptions, conduisant le grec à devenir bicaméral. Cette régularisation des tracés conduit à l'existence de variantes contextuelles et stylistiques, ainsi qu'à de nombreuses ligatures.
Certains caractères (tracés secondaires de certaines lettres ou ligatures typographiques), utilisés dans les manuscrits puis dans l'imprimerie, sont éliminés entre les XVIIIe et XIXe siècles lors du processus de normalisation de l'écriture grecque.

## Liste

### Lettres obsolètes
Certains alphabets grecs archaïques utilisent des lettres provenant directement de l'alphabet phénicien, mais qui ne sont pas présentes dans le modèle ionien adopté au Ve siècle av. J.-C. Elles sont néanmoins souvent attestées en épigraphie :
- Digamma (Ϝ) : dérivé de la lettre phénicienne wāu, , il note le son [w] dans les dialectes où il reste employé, dans la majorité de la Grèce continentale (sauf l'Attique), l'Eubée et la Crète. En Ionie, Attique et Dorien oriental, le son /w/ est absent ou rapidement éliminé[2]. Le son /w/ s'amuït à différents moments suivant les dialectes, la plupart avant l'époque classique. Le digamma, devenu graduellement inutile, disparaît de l'alphabet.

- Hêta (Ͱ) : la lettre phénicienne het, , conduit à deux fonctions différentes en Grèce suivant les dialectes : la majorité de ceux-ci l'utilisent pour la consonne [h], similaire à sa valeur phénicienne ([ħ]). Toutefois, la consonne /h/ disparaît progressivement du langage parlé (un processus connu sous le nom de psilose) ; dans les dialectes où cette perte s'est produite tôt dans la période archaïque, Η est utilisé pour noter la voyelle longue /ɛː/, deuxième élément sonore de son nom et, pour les dialectes sans /h/, sa valeur acrophonique naturelle[3]. Au bout du compte, la lettre conduit à l'êta tel qu'il est utilisé actuellement. Dans les dialectes préservant le son /h/, différents glyphes sont employés pendant un certain temps pour le hêta consonantique à côté du nouvel êta vocalique. L'un d'entre eux ressemble à la partie gauche d'un H, utilisé dans les colonies grecques d'Italie du sud d'Heracleia et Tarentum. Lorsque l'orthographe grecque est codifiée par les grammairiens de l'époque hellénistique, ils utilisent un symbole diacritique dérivé de cette lettre pour signaler la présence de /h/ en début de mot, et ajoutent un équivalent inversé pour en noter l'absence. Ces symboles sont à l'origine de l'esprit rude et de l'esprit doux dans l'orthographe grecque classique[4].

- San (Ϻ) : dérivé probable du tsade phénicien, , il note le son [s] en lieu et place du sigma dans certaines variétés d'alphabets. La raison de cette distinction n'est pas claire, mais chaque dialecte tend à utiliser une lettre à l'exclusion de l'autre. Elle disparaît progressivement avec l'adoption du modèle ionien, étant utilisée à Argos jusqu'à la fin du VIe siècle av. J.-C.[5], à Sicyone jusque vers 500 av. J.-C.[6], à Corinthe jusqu'à la première moitié du Ve siècle av. J.-C.[5] et en Crète encore quelque temps après.

- Koppa (Ϙ) : dérivé du qōf phénicien, , il note un allophone antérieur de [k] devant les voyelles postérieures [o, u]. À l'origine commun dans la plupart des alphabets épichoriques, il commence à être abandonné à partir du milieu du VIe siècle av. J.-C. Certaines régions doriennes, dont Corinthe, Argos, la Crète et Rhodes, le conservent jusqu'au Ve siècle av. J.-C.[7]

D'autres lettres sont inventées pour certains dialectes :
- Digamma pamphylien (Ͷ) : dans le dialecte de Pamphylie, fortement divergent, la lettre digamma (Ϝ) existe côte à côte avec une autre forme . On présume que dans ce dialecte, le son /w/ pourrait avoir changé en /v/ dans certains environnements. La lettre en forme de F pourrait avoir été utilisée pour noter ce son /v/, tandis que la lettre en forme de И indique les cas où le son /w/ est préservé[8].
  - Usage alternatif de la lettre susmentionnée: San arcadien ou tsan () : cette lettre ne se rencontre que dans un seul document, une inscription du Ve siècle av. J.-C.[9] dédiée à Athéna Aléa (en) dans le dialecte arcadochypriote de Mantinée[10],[11]. Elle semble noter un son /ts/[12].

- Yot (Ϳ)[13] : il s'agit d'un J latin emprunté, utilisé dans des textes en grec ou en arvanitique pour noter le phonème d'origine indo-européenne [j]. L'alphabet grec ne permet pas d'écrire ce phonème, disparu tôt du dialecte grec ionien-attique qui a laissé le modèle d'alphabet encore en usage actuellement. Il permet par exemple de noter le mot cypriote ιϳατηραν (ijatêran) dans un ouvrage de linguistique ou d'épigraphie grecques.

- Sampi (Ͳ) : certaines cités ioniennes utilisent une lettre spéciale, , dans l'ordre alphabétique après Ω, pour un son sibilant là où d'autres dialectes possèdent ΣΣ ou ΤΤ (par exemple « τέͳαρες », « quatre », au lieu de l'orthographe ionique « τέσσαρες » et de l'attique « τέτταρες »). La lettre est attestée dans les cités ioniennes de Milet[14], Éphèse, Halicarnasse, Érythrées, Téos, sur l'île de Samos, dans la colonie ionienne de Massilia[15] et en Cyzique. À Mésembrie, sur la côte de la mer Noire en Thrace, elle est utilisée sur les pièces, marquées d'une abréviation du nom de la ville, « ΜΕͲΑ »[16].

Enfin, certaines lettres sont extérieures au monde grec :
- Cho (Ϸ)[1] : une lettre propre au bactrien, langue indo-iranienne écrite en alphabet grec à la suite des conquêtes d'Alexandre le Grand (après le IVe siècle av. J.-C.) ; elle note le son [ʃ].

### Variantes stylistiques
Le grec comporte des variantes stylistiques de certaines lettres (surtout minuscules), provenant de graphies secondaires manuscrites antiques (sur papyrus) ou médiévales (dans des manuscrits), utiles au paléographe mais peu employées (en dehors d'usages typographiques de certaines sciences) :
- Bêta bouclé : ϐ (pour β, sert en typographie française de variante contextuelle au tracé commun)
- Epsilon lunaire : ϵ (pour ε)
- Epsilon lunaire inversé : ϶ (pour ε)
- Thêta ouvert : ϴ et ϑ (pour Θ et θ)
- Iota inversé : ℩ (pour ι)
- Kappa cursif : ϰ (pour κ)
- Pi bouclé ou dorien : ϖ (pour π)
- Rhô cursif ou bouclé : ϱ (pour ρ)
- Rhô barré : ϼ (pour ρ)
- Sigma lunaire : ϲ (pour σ)
- Sigma lunaire inversé : ͻ (pour σ)
- Upsilon crochet : ϒ (pour Υ)
- Phi fermé : ϕ (pour φ)
- Trois lettres archaïques sont utilisées dans la numération grecque, mais sous forme de variantes stylistiques :
  - digamma cursif : ϛ (6, confondu dans cette graphie avec la ligature stigma)
  - koppa : ϟ (90)
  - sampi : ϡ (900)

### Ligatures
L'écriture manuscrite du grec au Moyen Âge et au début de l'imprimerie fait un usage fréquent des ligatures ; leur usage décline au cours des XVIIe et XVIIIe siècles et elles ne sont désormais que très rarement utilisées. On trouve entre autres :
- Stigma (Ϛ, ϛ) : ligature d'un sigma lunaire, C, et d'un tau, T, qui, en onciale, se traçait CT. En raison d'une confusion avec le digamma (Ϝ), lettre conservée uniquement pour écrire le nombre 6 et tracé plus simplement  en onciale, (ϝʹ), la graphie du stigma en est venu au Moyen Âge à remplacer la graphie du digamma originel.
- Kai (Ϗ, ϗ) : ligature pour le terme grec καὶ (kaì, « et »).
- Ou (Ȣ, ȣ) : ligature d'un omicron, ο, et d'un upsilon, υ, placés l'un sur l'autre.

## Codage
L'intervalle grec et copte du standard Unicode (U+0370 à U+03FF) comprend, outre les lettres grecques normalisées, de nombreuses lettres additionnelles, ainsi que des variantes stylistiques. Toutefois, en raison de leur rareté, certains de ces caractères sont rarement inclus dans les polices de caractères, même riches et bien fournies. De plus, il est fréquent que celles-ci se servent d'œils erronés, notamment pour le koppa.
Unicode, jusque sa version 4.1, n'a pas distingué les lettres grecques des lettres coptes, considérant que le copte n'était qu'une variante graphique et «stylistique» du grec. Plusieurs demandes ont été déposées pour que les deux graphies soient séparées (« désunifiées ») et plusieurs propositions retenues. L'alphabet copte est désormais intégré à Unicode (bloc U+2C80..U+2CFF).